# Онодзука Аяна
Онодзука Аяна (яп. 小野塚彩那; нар. 23 березня 1988) — японська фристайлістка. Бронзова призерка зимових Олімпійських ігор 2014 року у хафпайпі. Аяна також виграла Чемпіонат світу з фрістайлу 2013 року.